# Каратепе-Арсланташ
Каратепе-Арсланташ (тур. Karatepe-Aslantaş) — национальный парк на юге Турции, основанный в 1958 году. Расположен на берегу водохранилища плотины Асланташ.

## Расположение
Национальный парк Каратепе-Асланташ расположен в районах Кадирли и Дюзичи ила Османие Турции в 30 км к северу от города Османие и в 22 км к юго-востоку от Кадирли. Ближайший аэропорт — аэропорт Адана Шакирпаша, расположенный в 125 км от национального парка.

## История
Национальный парк был основан 28 сентября 1958 года как вторая охраняемая территория такого типа в стране после обнаружения и раскопок здесь важных археологических находок.

## География
Национальный парк расположен на слегка пересеченной местности между предгорьями хребта Тавр и низменностью Чукурова, где протекает река Джейхан. Национальный парк частично расположен на берегах водохранилища, образованного плотиной Асланташ. Ручьи Хиллик-Крик, Кыраги-Крик, Кишла-Крик и Каплан-Крик, которые являются притоками реки Джейхан и впадают в водохранилище Асланташ-Дам, находятся на границах национального парка. Высота территории национального парка колеблется от 65 до 538 м над средним уровнем моря. Холм Каратепе является высшей точкой в национальном парке, имея высоту 538 м.

## Музей под открытым небом
Национальный парк включает в себя первый в Турции музей под открытым небом с одноимённым названием в его центральной части. К нему ведёт мощёная камнем тропа длиной 1200 м от входа в национальный парк.
Музей под открытым небом организован на древнем обнесённом стеной поселением неохеттов, датируемое VIII веком. Раскопанные в период с 1946 по 1952 год артефакты (в том числе каменные статуи и рельефы), остались на своём первоначальном месте. Примечательным экспонатом являются двуязычные надписи на камне с одинаковым текстом на финикийском алфавите и лувийских иероглифах.

## Экосистема

### Флора
В национальном парке обитает множество типичных видов флоры средиземноморского климата. Турецкая сосна (Pinus brutia) и дуб (Quercus) образуют редколесья и кустарниковые рощи в национальном парке. Другие растения — скипидарное дерево (Pistacia terebinthus) и сумах (Rhus). Места для пикников в национальном парке были засажены сциадопитисом (Sciadopitys), грецким орехом (Juglans), платаном (Platanus), тутовым деревом (Morus), мелиссой (Melissa) и гортензией (Hydrangea).

### Фауна
В национальном парке обитает 15 видов млекопитающих, 12 видов рептилий, 5 видов амфибий и 22 вида рыб.

## Посещение
Национальный парк открыт для посетителей ежедневно. В качестве развлекательных мероприятий на свежем воздухе предлагаются пешие прогулки, пикники и кемпинг. Кемпинг разрешён только в специально отведённых местах для пикника. Жилье доступно в Кадирли и Османии.